# Ahebi Ugbabe
Ahebi Ugbabe, née à la fin du XIXe siècle et morte en 1948, est une femme d’origine  Igbo, devenue, dans les années 1920, ézè (dignitaire igbo, à la fois clérical et politique, l’équivalent d’un prêtre-roi). Elle fut la seule femme ézè durant la période de la colonisation britannique. Elle a été aussi une collaboratrice habilitée par le régime colonial britannique au Nigeria (dans le cadre de leur politique de domination indirecte, l'administration coloniale britannique s’appuyait sur des « warrant chiefs », sélectionnant des personnes reconnues par leur communauté autochtone pour servir d'administrateurs, de dirigeants, de juges et de collecteurs d'impôts). Une étude historique lui a été consacrée par Nwando Achebe. 

## Biographie
Ahebi Ugbabe est née, à la fin du XIXe siècle, dans la communauté villageoise d’Umuida, à proximité d'Enugu-Ezide, dans la partie nord de l'aire culturelle Igbo, mais au sud-est de ce qui est devenu le Nigeria. Elle est la fille de Ugbabe Ayibi, agriculteur et récolteur de vin de palme, et de Anekwu Ameh, agricultrice et commerçante. Elle a eu deux frères et aucune sœur. Elle vit avec la famille de sa mère à Unadu pendant une période avant de retourner à Umuida. Mais elle est contrainte, vers l'âge de 14-15 ans, de quitter la communauté familiale et de fuir pour éviter d'être mariée de force à une divinité, en réparation d'une infraction commise par son père. Cette punition était connue sous le nom de igo ma ogo (devenir l'épouse d'une divinité, ne pouvant plus se marier avec quiconque d’autres, et considérée comme une esclave),. 
Pendant cet exil forcé, Ahebi Ubbabe pratique la prostitution pour survivre et utilise cette pratique à son avantage pour accéder à des cercles sociaux puissants tels que l’entourage du souverain d'Igala, et les fonctionnaires coloniaux britanniques,. Au cours de ses voyages, elle apprend également à parler de nombreuses langues, telles que l'igala, le nupe et l'anglais pidgin. Ses contacts, notamment britanniques, et sa maîtrise de la langue anglaise, facilitent son retour à Enugu-Ezike, et son accès à la gouvernance de la communauté. Le début du XXe siècle est une période d'incursion britannique en Igboland, et Ahebi Ugbabe utilise ce contexte à son avantage. Elle est la seule personne de son village capable de parler avec les Britanniques. Elle bénéficie également de l’appui du Attah (chef) d'Igala, dont le pouvoir s'étend au territoire Igbo du Nord. En récompense de son soutien, les envahisseurs britanniques l'installent comme chef du village. Elle remplace « le vieux » chef Ugwu Okegwu, incapable de communiquer avec eux. En raison de son efficacité et de sa loyauté, elle est élevée rapidement au poste de « warrant chief » , bien que cette situation aille à l'encontre de la politique britannique d'exclusion politique des femmes dans le Nigeria colonial. L'officier de district britannique déclare qu'elle est « une femme d'influence et de pouvoir ». Puis elle devient ézè. Le règne d'Ahebi Ugbabe commence quelques mois après son retour d'exil en Igboland . 
Ahebi Ugbabe est la seule femme nommée « warrant chief »  dans tout le Nigeria colonial. Elle entretient également une aura de mysticisme sur sa personne pour renforcer son image. Elle règne comme un homme, incarnant d’une certaine façon une « masculinité féminine ». Elle a ainsi plusieurs épouses, dont beaucoup sont séparées de maris violents, et adopte leurs enfants. Bien qu'elle suscite le respect de son peuple, elle sème toutefois des graines de ressentiment en faisant appel au travail forcé et en imposant un recensement et une taxe britannique. Ce recensement a provoqué plus généralement un mouvement de rébellion contre le colonisateur appelé la guerre des femmes dans le sud de l'Igboland.
Au début, elle a réprimé  ces  résistances grâce au soutien britannique. Elle a amassé richesse et pouvoir, mais elle est finalement tombée en disgrâce lorsque l'étendue de ses multiples transgressions de genre et de pouvoir est devenue trop importante pour sa communauté. Elle met également à mal les traditions en organisant un rituel pour préparer son propre rituel funéraire et s'assurer qu'il obéira aux règles d'un enterrement royal, un tel rituel étant réservé aux hommes. Une telle cérémonie était une mascarade pour les anciens. Les anciens et Ahebi Ugbabe vont au tribunal pour régler leur différend mais les Britanniques se rangent à l’opinion des anciens, sapant ainsi le règne d'Ahebi. Ahebi Ugbabe meurt en 1948. 